# Бовенау
Бовенау (њем. Bovenau) општина је у њемачкој савезној држави Шлезвиг-Холштајн. Једно је од 165 општинских средишта округа Рендсбург. Према процјени из 2010. у општини је живјело 1.054 становника. Посједује регионалну шифру (AGS) 1058026.

## Географски и демографски подаци
Бовенау се налази у савезној држави Шлезвиг-Холштајн у округу Рендсбург. Општина се налази на надморској висини од 16 метара. Површина општине износи 26,2 km². У самом мјесту је, према процјени из 2010. године, живјело 1.054 становника. Просјечна густина становништва износи 40 становника/km².